# 上艾赫哈姆山

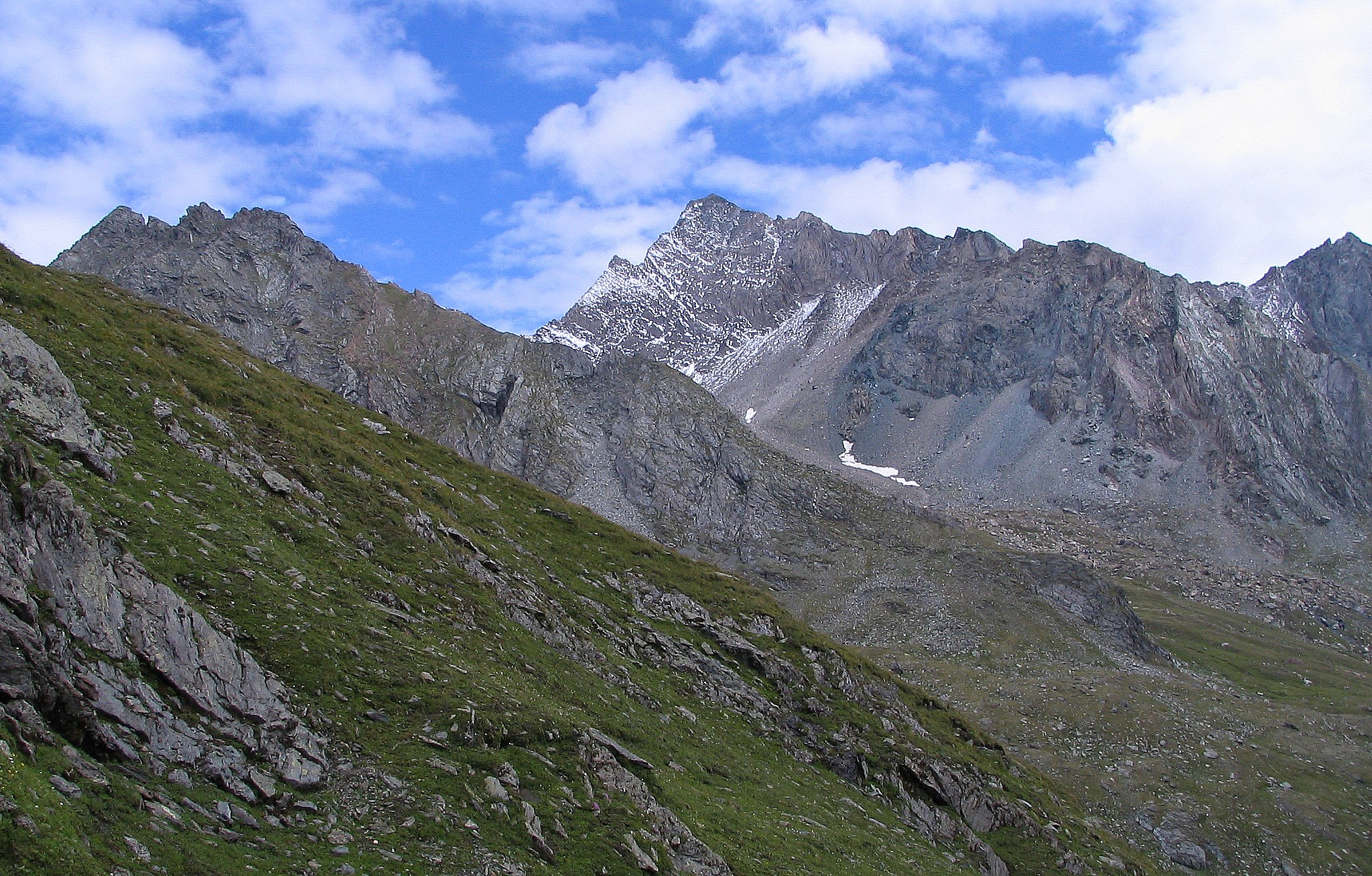

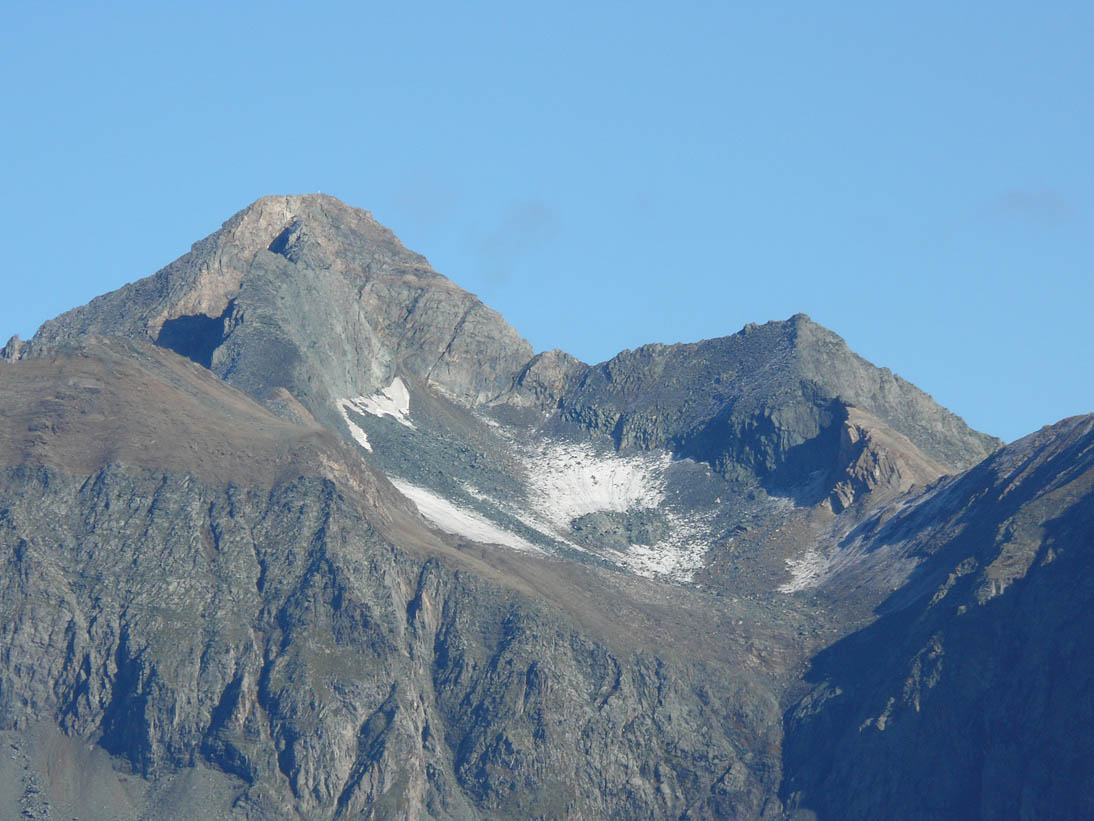

47°03′13″N 12°24′23″E / 47.05361°N 12.40639°E
上艾赫哈姆山（德語：Hoher Eichham），是奧地利的山峰，屬於維內迪傑山脈的一部分，海拔高度3,371米，該山峰每年平均降雨量1,971毫米，人類在1887年7月16日首次登頂。